# محمد سعد (لاعب كمال أجسام)
محمد سعد (1979 - 27 ديسمبر 2017) لاعب كمال أجسام مصري راحل.

## عن حياته وبدايته
وُلد محمد سعد عام 1979، وهو متزوج وله 6 أبناء احترف رياضة كمال الأجسام محققًا عدة إنجازات على المستويين المحلي والدولي، منها فوزه ببطولة الجمهورية عامي 2009 و2010، أما دوليًا فاز ببطولة البحر المتوسط في 2011 ولقد عاش «سعد» ظروفًا اجتماعية صعبة خلال السنوات الماضية، إذ لجأ لبيع شقته وحُلي زوجته حتى يستطيع الالوفاء باحتياجات أسرته المعيشية، إلى جانب شراء ما يتطلبه جسده ليكمل مشواره الرياضي، وهو ما تكلل في نهاية المطاف باحتلاله المركز الثاني في بطولة العالم بإسبانيا في عام 2015 اضطر للعيش داخل شقة والدته رفقة زوجته وأولاده، وازداد الوضع سوءًا بعد وفاة شقيقته منذ عام، ليتكفل بتربية أبنائها بعد تنصل الزوج عن مسؤوليته تجاههم.

## مرضة وفاته
في يوم 24 ديسمبر 2017 أصيب بغيبوبة ونزيف بالمخ، تواجد بسببهما بغرفة العناية المركزة بسبب حالته الحرجة، ورفضت الكثير من المستشفيات وقتها استقبال حالته بسبب المال، وتم حجزه في مستشفى الجلاء العسكرى، بمساعدات مالية من أصدقائه، قبل أن يتدخل وزير الرياضة ويتكفل بعلاج البطل المصرى, وفي يوم 27 ديسمبر 2017 توفي في المشفى بعد معاناه مع المرض عن عمر يناهز 38 عاما.